# Ovis orientalis
Il muflone (Ovis orientalis Gmelin, 1774) è una delle cinque specie di pecore selvatiche: sebbene sia divenuto piuttosto raro, è ancora diffuso nelle regioni montuose e desertiche dell'Asia occidentale e centrale. Proprio da questa specie, allevata circa 10 000 anni fa, risale l'attuale pecora domestica, ormai diffusa in tutto il mondo. Il luogo di provenienza di quest'ultima è molto probabilmente l'Asia Minore, ma già a partire da 8 000 anni fa aveva già raggiunto l'Europa occidentale.

## Tassonomia
A causa del suo vasto areale, il muflone ha sviluppato numerose sottospecie, alquanto diverse nell'aspetto. Attualmente, gli studiosi ne riconoscono otto, suddivise in due gruppi, ossia quello occidentale dei mufloni e quello orientale degli urial:
Gruppo dei mufloni
- O. o. orientalis Gmelin, 1774 - muflone dell'Armenia; diffuso nella regione del Caucaso, nell'Iran nord-occidentale e nelle regioni meridionali dell'Asia Minore, raggiunge un'altezza al garrese di 88–94 cm e possiede lunghe corna a spirale, rivolte all'indietro, che possono misurare fino a 67 cm, con una circonferenza alla base di 22–27 cm[2]. Le femmine, a volte, sono prive di corna. La colorazione del mantello varia dal ruggine al cannella, con i maschi che presentano di solito una chiazza più chiara, di dimensioni variabili, sui fianchi. Sempre negli esemplari maschi, il petto e la regione ventrale sono ricoperte da lunghi peli scuri, che mancano, però, sulla gola. Alcuni studiosi non ritengono valido il nome specifico orientalis, preferendo indicare questa sovraspecie

con il più recente termine gmelinii;
- O. o. isphahanica Nasonov, 1910 - muflone di Esfahan; diffuso solamente sui Monti Zagros, in Iran[2];
- O. o. laristanica Nasonov, 1909 - muflone del Laristan; è la più piccola sottospecie di muflone. Gli esemplari adulti raggiungono a malapena i 34 kg di peso. Il suo areale è limitato ad alcune riserve situate nei pressi della città di Lar, nell'Iran meridionale[2]. Vive in zone desertiche calde[2];
- O. o. musimon Pallas, 1811 - muflone europeo; introdotto dal Medio Oriente, verso il V millennio a.C., in Corsica e Sardegna, è stato successivamente importato in molte regioni dell'Europa[2];
- O. o. ophion Blyth, 1841 - muflone di Cipro; quasi scomparso nel corso del XX secolo, grazie alle misure di protezione attuate aumentò fino a raggiungere i 2 000 esemplari circa. In seguito a una malattia, però, la sua popolazione è diminuita nuovamente e nel 1997 ne vennero censiti solamente 1 200 capi; per questo motivo, è considerata una sottospecie gravemente minacciata[2].

Gruppo degli urial
- O. o. arkal Eversmann, 1850 - urial della Transcaspia o arkhar; diffuso nell'altopiano di Ustyurt (Turkmenistan, Uzbekistan e nord dell'Iran) e nel Kazakistan occidentale, è una sottospecie in via di estinzione, dal momento che ne rimangono meno di 11 000 esemplari, 1 500 dei quali vivono nel Parco Nazionale del Golestan, nel nord dell'Iran[2];
- O. o. cycloceros Hutton, 1842 - urial dell'Afghanistan o shapo; diffuso in Uzbekistan, Tagikistan, Turkmenistan, Iran orientale, Afghanistan, Pakistan settentrionale, Kashmir, Punjab e Belucistan, è anch'esso a rischio di estinzione[2];
- O. o. vignei Blyth, 1841 - urial del Ladakh; è endemico del Ladakh, una regione compresa tra India settentrionale e Pakistan, ma con un areale che non è stato ancora ben definito; in estate i vecchi maschi presentano un mantello color rame, con una caratteristica «sella» bianca sulla spalla e una folta criniera di peli, neri sul collo e bianchi sul ventre; in via di estinzione, ne rimangono solo circa 2 100 esemplari[2].

Nel sud del Turkmenistan, presso il confine con Afghanistan e Iran, gli arkhar e gli urial dell'Afghanistan occupano lo stesso areale. Tuttavia, è più facile incontrare i primi nelle regioni occidentali, mentre i secondi sono più numerosi a oriente, ad esempio nella Riserva naturale di Badkhyz.

## Descrizione

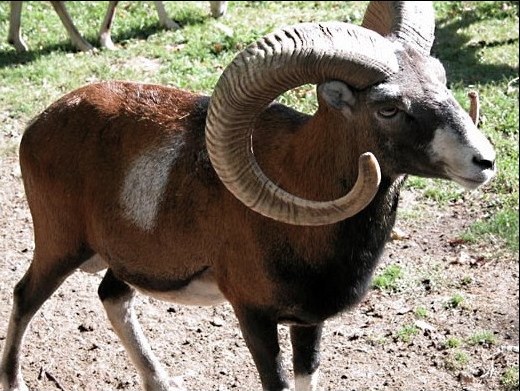
Maschio di muflone.

O. orientalis misura 110–145 cm di lunghezza e può pesare fino a 90 kg: i più piccoli mufloni raggiungono i 50 cm di altezza al garrese e pesano fino a 50 (i maschi) e 35 kg (le femmine); i più grandi urial, invece, pur avendo dimensioni simili, sono molto più massicci e pesano generalmente 35–90 kg. I maschi di questa pecora selvatica estremamente cauta possiedono grandi corna a falce, ritenute da molti cacciatori un trofeo di caccia molto richiesto. Queste strutture sono presenti anche nelle femmine della maggior parte delle sottospecie, ma sono molto più piccole di quelle dei maschi. Solo in poche popolazioni la maggior parte delle femmine, o tutte, è priva di corna. Le numerose sottospecie variano leggermente nell'aspetto generale; anche la colorazione varia a seconda delle stagioni e del sesso. La faccia è generalmente grigiastra, con muso, narici e parte interna delle orecchie bianchi. Le zampe sono lunghe e snelle, con una linea nera verticale sotto le ginocchia. Il muflone ha ventre bianco e un mantello che varia in colorazione dal grigio con toni rossastri al caffellatte, mentre i maschi di muflone europeo (O. o. musimon) sono color castano scuro e le femmine beige. Sul petto gli arieti adulti tendono a sviluppare una caratteristica e fitta gorgiera di lunghi peli, i quali tendono a essere bianchi nella regione della gola, ma poi, scendendo giù verso le zampe anteriori, divengono neri. Nella maggior parte delle sottospecie di muflone i maschi possiedono inoltre una chiazza più chiara, a forma di sella, sul dorso, che si sviluppa e diviene più ampia con l'età, e una striscia nera che inizia a metà della parte posteriore del collo e lungo le spalle, per poi continuare sulla regione ventrale, terminando dietro alle zampe posteriori. Il muflone possiede grandi ghiandole sotto agli occhi, dalle quali spesso trasuda una sostanza appiccicosa che impiastriccia il pelo.

## Distribuzione e habitat
Le sottospecie del gruppo dei mufloni vivono nella regione del Caucaso, nell'Iraq settentrionale e nell'Iran nord-occidentale. In passato occupavano un areale molto più vasto, che comprendeva anche Anatolia, Crimea e Balcani, ma da tali regioni scomparvero già circa 3 000 anni fa. Mufloni allo stato selvatico si trovano a Cipro, in Corsica e Sardegna, ma gli studiosi non sanno se siano popolazioni originarie o piuttosto i discendenti di pecore domestiche molto primitive tornati alla vita selvatica. Gli urial, invece, detti anche pecore della steppa, occupano zone più orientali dei mufloni, in un'area che dal Kazakistan occidentale giunge fino all'Iran nord-orientale, al Belucistan e al Ladakh. Nel nord dell'Iran, a sud del Mar Caspio, mufloni e urial convivono nella stessa area.
Nella zona a est dell'areale, O. orientalis è rimpiazzato da un suo parente più grande, l'argali (Ovis ammon). In Ladakh, dove vive O. o. vignei, le due specie abitano nella stessa zona, ma l'argali predilige zone più elevate.
Il muflone generalmente vive nelle praterie e nei deserti delle aree montuose, sebbene in Europa sia stato introdotto con successo anche in zone forestali. Si spinge fino ai 3 000 m di quota e predilige i pendii più dolci delle catene montuose più elevate, dove può trovare un maggior numero di ripari, ma si sposta sui pendii più impervi per evitare i predatori, come leopardi, lupi e sciacalli.

## Biologia
Il muflone ha prosperato in molti dei posti in cui è stato introdotto, anche nelle fitte foreste, a condizione però che vi fossero delle radure per brucare l'erba.
Eccetto che nella stagione dell'accoppiamento, i mufloni maschi adulti vivono in greggi separati dalle femmine e dai piccoli. Il territorio di ogni gregge copre un'area limitata, sufficiente a fornire il cibo, l'acqua e i posti per riposare; vengono preferiti i territori situati sotto una sporgenza e affacciantisi su di uno spazio aperto.
Se allarmati, i mufloni sono in grado di effettuare dei rapidi balzi anche su terreno scosceso. La loro dieta è costituita principalmente di erbe basse. Questi animali pascolano, di solito, la mattina, si riposano verso mezzodì e riprendono a nutrirsi la sera e persino nelle prime ore della notte.

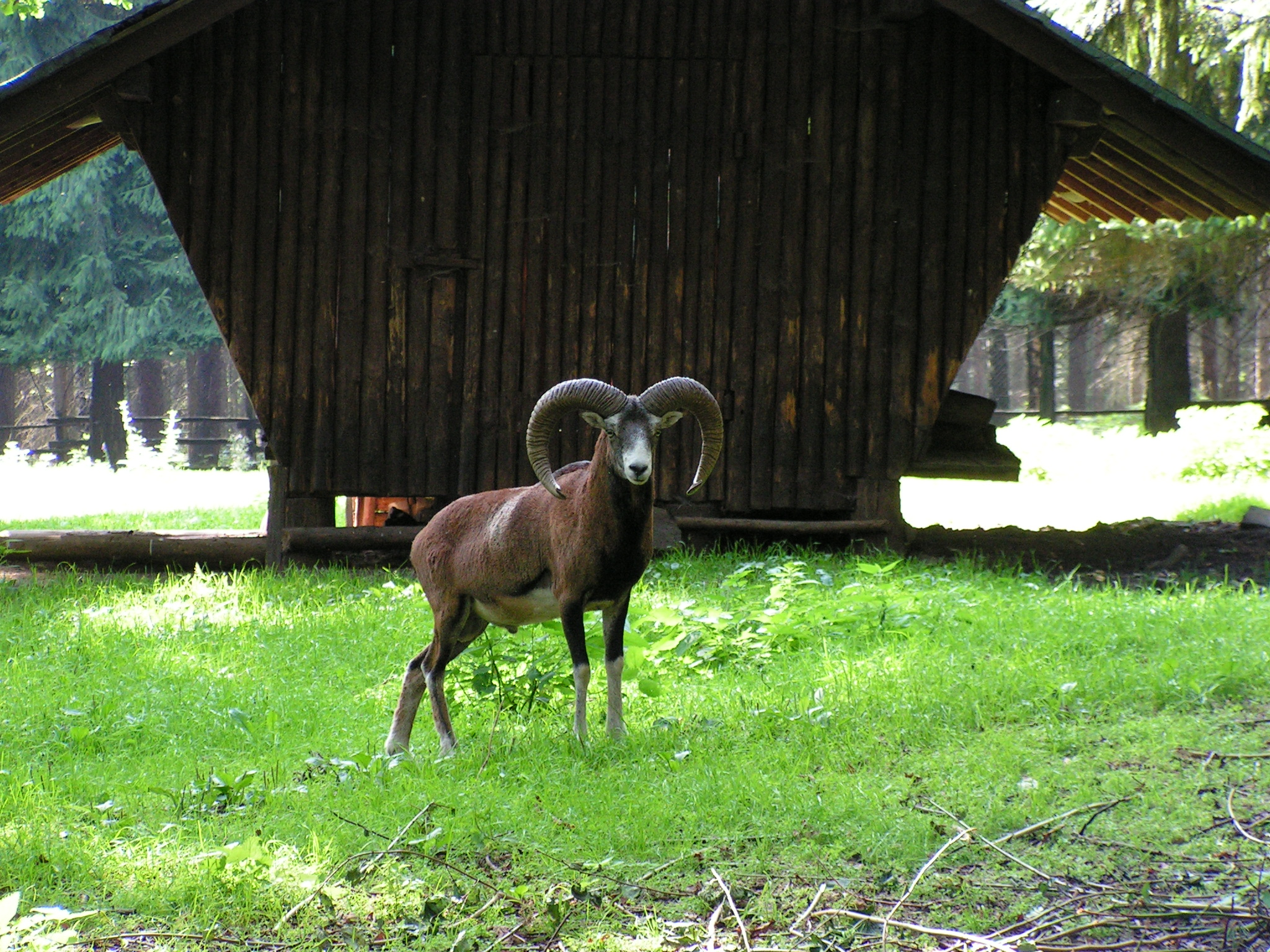
Muflone europeo.

Quando, in autunno, inizia la stagione degli accoppiamenti, i maschi lottano per i territori sui quali poi raduneranno il loro harem. Allora si può osservare assai sovente che i maschi in lizza si affrontano, distanziandosi dapprima un tantino a ritroso, per poi scattare entrambi alla carica frontale, a testa protesa e cozzando fronte contro fronte. Ma queste lotte raramente provocano delle serie ferite; inoltre, il maschio vincitore non effettuerà degli ulteriori attacchi. Al contrario, i due combattenti, ex nemici, pascoleranno insieme e, di tanto in tanto, il vincitore promuove quella che viene definita «cerimonia di rappacificazione», presentando il collo all'altro maschio perché questi lo lecchi e, a volte, pur di facilitare le cose, mettendosi addirittura in ginocchio. Una spiegazione possibile di questo comportamento è che questi gesti siano dei segni d'amicizia, oppure, probabilmente, degli atti di subordinazione al maschio dominante. Ma non tutti gli individui maschi si comportano in questa maniera. Infatti, negli zoo, i vecchi maschi perseguitano, a volte, i giovani, tanto da doverli isolare in gabbie separate.
In aprile, dopo un periodo di gestazione di 150 giorni circa, vengono partoriti uno o, a volte, due piccoli, in grado di camminare subito, ma che rimangono strettamente dipendenti dalla madre, poiché è loro indispensabile succhiarne il latte ogni 10-15 minuti.
Diventano poi sessualmente maturi a 18 mesi. La loro longevità è di 15 anni, mentre in cattività hanno superato, anche se di poco, i 19 anni di età.
I principali nemici naturali dei mufloni, e specie dei giovani, sono i lupi, le volpi, i gatti selvatici e le aquile. Ma, dato che tutti questi animali sono stati ormai drasticamente ridotti dall'uomo, che tra l'altro con la caccia ha anche diminuito il numero dei mufloni, resta difficile dire oggi quanto forte fosse l'incidenza dell'attività di questi predatori sulla mortalità dei mufloni.
Comunque, si sa per certo, dagli esperimenti condotti negli zoo, che i mufloni sono molto più resistenti della maggior parte delle altre pecore ai nemici interni, ovvero ai parassiti intestinali.

## Conservazione
Il muflone è minacciato prevalentemente dall'espansione dell'agricoltura e dell'allevamento, che hanno portato alla riduzione del numero di esemplari e alla dispersione delle popolazioni in piccoli gruppi frammentati. L'espansione dell'allevamento degli ovini in tutto l'areale ha portato a problemi di sovrapascolo ed erosione, che hanno ridotto la disponibilità delle aree favorevoli ai mufloni. O. o. cycloceros (l'urial dell'Afghanistan) evita i terreni montuosi e perciò compete direttamente con il bestiame domestico. Di conseguenza, anche la pressione venatoria è piuttosto elevata. Malattie contagiose e parassiti trasmessi dagli ovini domestici costituiscono un grave rischio in molte aree. Gli arieti adulti vengono abbattuti per i loro trofei e gli agnelli vengono talvolta strappati alle madri alla nascita per essere tenuti come animali da compagnia.
Ad eccezione delle zone in cui sono stati introdotti, si ritiene che la popolazione complessiva di mufloni e urial si aggiri sui 40 000 esemplari.